# Belletristik (Zeitschrift)

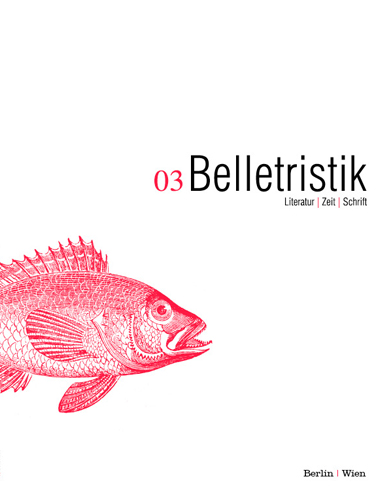
Der Titel der dritten Ausgabe der Belletristik

Belletristik war der Titel einer deutschen Literaturzeitschrift. Sie wurde von 2006 bis 2014 vom Berliner Verlagshaus J. Frank in Berlin, Wien und Paris herausgegeben und erschien vierteljährlich.

## Profil
In Belletristik wurden vornehmlich junge Autoren, die noch unbekannt waren und bislang keine größeren Veröffentlichungen vorzuweisen hatten, präsentiert. Die eingereichten Texte zur Veröffentlichung, Prosa und Lyrik, wurden von dem Herausgeber Johannes CS Frank und einem elfköpfigen Kuratorium ausgewählt. Die Texte unterlagen keinem Themenzwang. Des Weiteren wurden die veröffentlichten Texte von Graphikern illustriert. Um dem stärker Rechnung zu tragen, wurde nach der sechsten Ausgabe der bisherige Titel Literatur|Zeit|Schrift zu Zeitschrift für Literatur und Illustration geändert.
Literaturkritiken oder Berichte über die Literaturszene waren kein Bestandteil der Belletristik. Der redaktionelle Teil wurde bewusst so gering wie möglich gehalten, es sollte „ausschließlich das Wort zu Wort“ kommen.
In jeder Ausgabe gab es in der Rubrik „Belletristik fragt…“ einen „literarischen Gast“. An dieser Stelle werden bereits etablierte Schriftsteller wie Katharina Hacker, Felicitas Hoppe oder Michael Krüger interviewt.
Die Titelseiten der Belletristik wurden seit der sechsten Ausgabe von namhaften Illustratoren wie Felix Scheinberger, Dieter Jüdt und ATAK gestaltet.
Mit Erscheinen der 13. Ausgabe gab der Verlag bekannt, die Zeitschrift einzustellen.

## Kuratorium
Dem Kuratorium gehörten zuletzt Julia Bertschik, Michel Foilay, Caspar Frantz, Walter Homolka, Peter Lampe, Jindrich Lasz, Karen J. Leeder, Felix Scheinberger, Andreas Schmidt, Ron Winkler, Alistair Noon und Stephan Brenn an.

## Herausgeberbeirat
Seit der vierten Ausgabe der Literaturzeitschrift gab es einen Herausgeberbeirat, der über grundsätzliche Richtungsentscheidungen mit dem Verleger beriet. Jedes Mitglied dieses Herausgeberbeirates schrieb in der Druckausgabe der Zeitschrift eine Kolumne. Mitglieder des Herausgeberbeirates waren u. a. Manfred Osten und Anke Feuchtenberger.